# Abogado en alegato
Abogado en alegato es un cuadro realista del pintor francés Honoré Daumier. Este óleo sobre tabla fue realizado entre los años 1853 y 1854 un óleo sobre lienzo, tiene unas dimensiones de 21,9 cm de alto por 27,7 cm de ancho. Se conserva en el Museo Soumaya de la Ciudad de México. Su estilo impregnado de fuertes contrastes de claroscuro se dice que es un homenaje a Caravaggio..
En esta obra Daumier retrata el odio exacerbado que sentía hacia los abogados, el cual se convirtió en uno de los principales objetivos de sus grabados y pinturas. Sumando más de 200 obras: litografías, xilografías, esculturas, pinturas y dibujos. En Abogado en alegato ridiculiza el exaltado alegato, mofándose de la retórica larga y de la inhumanidad de los juristas.